# Square Rock
Der Square Rock (englisch für Quadratfelsen) ist ein Brandungspfeiler am nordwestlichen Ende Südgeorgiens. Er ragt 500 m westlich des Kap Alexandra am Bird Sound auf.
Der deskriptive Name des Felsens erscheint erstmals auf einer Landkarte der britischen Admiralität aus dem Jahr 1931.